# 亚当–威廉姆森方程
亚当–威廉姆斯方程是指一个用来确定密度的方程。该方程常用于确定地震波的速度与地球内部密度之间的关系。通过岩石的平均密度和P波、S波的速度的函数分布，它可以预测地球密度随深度的关系。该方程的模型假定地球是对称的、均匀的球形，并且处于流体静力的平衡中。该方程实际上也可以应用于具有该性质的球壳。它被认为是是重要地球内部模型之一，例如初步地球參考模型。

## 历史
亚当–威廉姆斯方程由L·H·亚当和E·D·威廉姆斯于1923年首次提出。他们得出了不可能仅在压缩的基础上解释地球的密度之高的结论。致密的内部不可能由被压缩成小体积的普通岩石组成，因此在探究该问题时必须回到唯一合理的选择，即应当考虑到更重的物质的存在。他们推测称，如果从地球地壳的丰度、陨石和太阳中判断，这种密度更大的物质可能是铁。

## 理论
纵波（P波）和横波（S波）在穿过不同介质时会有不同的速度，这种速度是被介质的弹性特性所决定的。在体积模量K、剪切模量μ和密度π的影响下，P波速度Vp和S波速度Vs为
{\displaystyle {\begin{aligned}v_{p}&={\sqrt {\frac {K+(4/3)\mu }{\rho }}}\\v_{s}&={\sqrt {\frac {\mu }{\rho }}}.\end{aligned}}}
这两种速度可以结合在地震参数中

| {\displaystyle \Phi =v_{p}^{2}-{\frac {4}{3}}v_{s}^{2}={\frac {K}{\rho }}.} |  | 1 |

其中，体积模量的定义为
{\displaystyle K=-V{\frac {dP}{dV}},}
相当于
| {\displaystyle K=\rho {\frac {dP}{d\rho }}.} |  | 2 |

假设一个距离地球中心的距离R可以被认为是流体静力平衡中由地球下方的引力和它上面的部分的压力作用的流体，并同时假设压缩是绝热的（即热膨胀对密度变化没有作用），则压力p随r的变化而变化：
| {\displaystyle {\frac {dP}{dr}}=-\rho (r)g(r),} |  | 3 |

其中，g(r)是半径R上的重力加速度
联立1、2、3式，即可得出亚当–威廉姆斯方程
{\displaystyle {\frac {d\rho }{dr}}=-{\frac {\rho (r)g(r)}{\Phi (r)}}.}
这个方程可以被积分获得
{\displaystyle \ln \left({\frac {\rho }{\rho _{0}}}\right)=-\int _{r_{0}}^{r}{\frac {g(r)}{\Phi (r)}}dr,}
其中，R0是地球表面的半径，而π0是地球表面的密度。